# Midnite Fun
Midnite Fun war eine Frankfurter Funkband (1981–1990). Sie wurde gegründet von dem Bassisten Marco Ramazzotto, dem Keyboarder Arman Vardar, dem Gitarristen Peter Niebisch und dem Schlagzeuger Torsten Dechert. Als Vorbild gilt die ebenfalls aus Frankfurt stammende Funkband The Touch, die bereits ein Topact der damals sehr lebhaften Clubszene in Frankfurt war.
Die Musiker von Midnite Fun starteten zunächst als Vier-Mann-Band. In ihrem Repertoire befand sich nicht ein Coversong. Trotzdem kopierte jeder einzelne Musiker sein jeweiliges Vorbild in einer gewissen jugendlichen Hemmungslosigkeit  (Ramazotto: Mark King von Level 42, Vardar: George Duke, Dechert: Steve Gadd, Niebisch: George Benson), was aber im Zusammenspiel durchaus originell klang.
1983 kam der schwarze Sänger Duval und die ebenfalls schwarze Sängerin Kathy Deans dazu. Auch der Bläsersatz war jetzt komplett mit dem Trompeter Matthias Schmidt (Ex-The Touch), den Saxophonisten Gernot Dechert und Michael Schulz sowie Felix Neunzerling an der Posaune. Neunzerling übernahm auch das Management. 
Das Debütkonzert im Frankfurter Cooky's war restlos ausverkauft – an einem Montag um ein Uhr nachts. In den folgenden Jahren spielte die Gruppe in Frankfurt und im Rhein-Main-Gebiet durchweg vor vollen Häusern: Sinkkasten, Batschkapp, Cooky's, Druckhaus Steinheim, Kuba Hanau. Ab 1985 tourten Midnite Fun bundesweit. Sie spielten regelmäßig in der Großen Freiheit 36 in Hamburg oder auf dem Haldern-Pop-Festival.
Es gab mehrere Umbesetzungen. So ersetzte Marcus Deml den Gitarristen Niebisch ab 1985. Deml ist mittlerweile international bekannt und arbeitete mit Saga, Nena und vielen anderen Acts live und im Studio. Als Marcus Deml 1987 die Band verließ, um am Guitar Institute of Technology (GIT) in Los Angeles sein Instrument zu studieren, ersetzte ihn Matthias Hoffmann. An den Keyboards waren nun Ralf Hildenbeutel und Steffen Britzke. Durch diesen Besetzungswechsel änderte sich der Sound von Midnite Fun radikal. Die Arrangements wurden nicht mehr in Sessions gemeinsam erarbeitet. Vielmehr entstanden nun die Songs fertig durchkomponiert aus den Federn einzelner Akteure. In gewisser Weise klang Midnite Fun nun für die damaligen Ohren moderner. Gleichzeitig vermissten Teile der Fans den ursprünglichen organischen Stil der Band.
1987 verließ Schlagzeuger Torsten Dechert die Band, für ihn kam Arno Faulhaber. 1990 gab es noch ein letztes Konzert der Gruppe in der damaligen Frankfurter Music-Hall, wobei Hannes Becher die Gitarre spielte, und Dechert wieder am Schlagzeug saß. Am Keyboard sah man Ralf Hildenbeutel, der als Produzent und Arrangeur u. a. von Sven Väth bald sehr bekannt wurde.
Als Besonderheit gilt die Tatsache, dass Midnite Fun in der ganzen Zeit ihres Bestehens niemals ein Tonstudio betreten haben, um ihre Musik zu dokumentieren, obwohl eine erhebliche Zahl von renommierten Studiomusikern und Musikproduzenten aus dieser Gruppe hervorging. Außer privaten Aufnahmen auf Tonbandkassetten, die sich in Besitz einzelner Bandmitglieder befinden, existiert kein Tondokument dieser damals recht bekannten Szeneband.